# Wieża widokowa

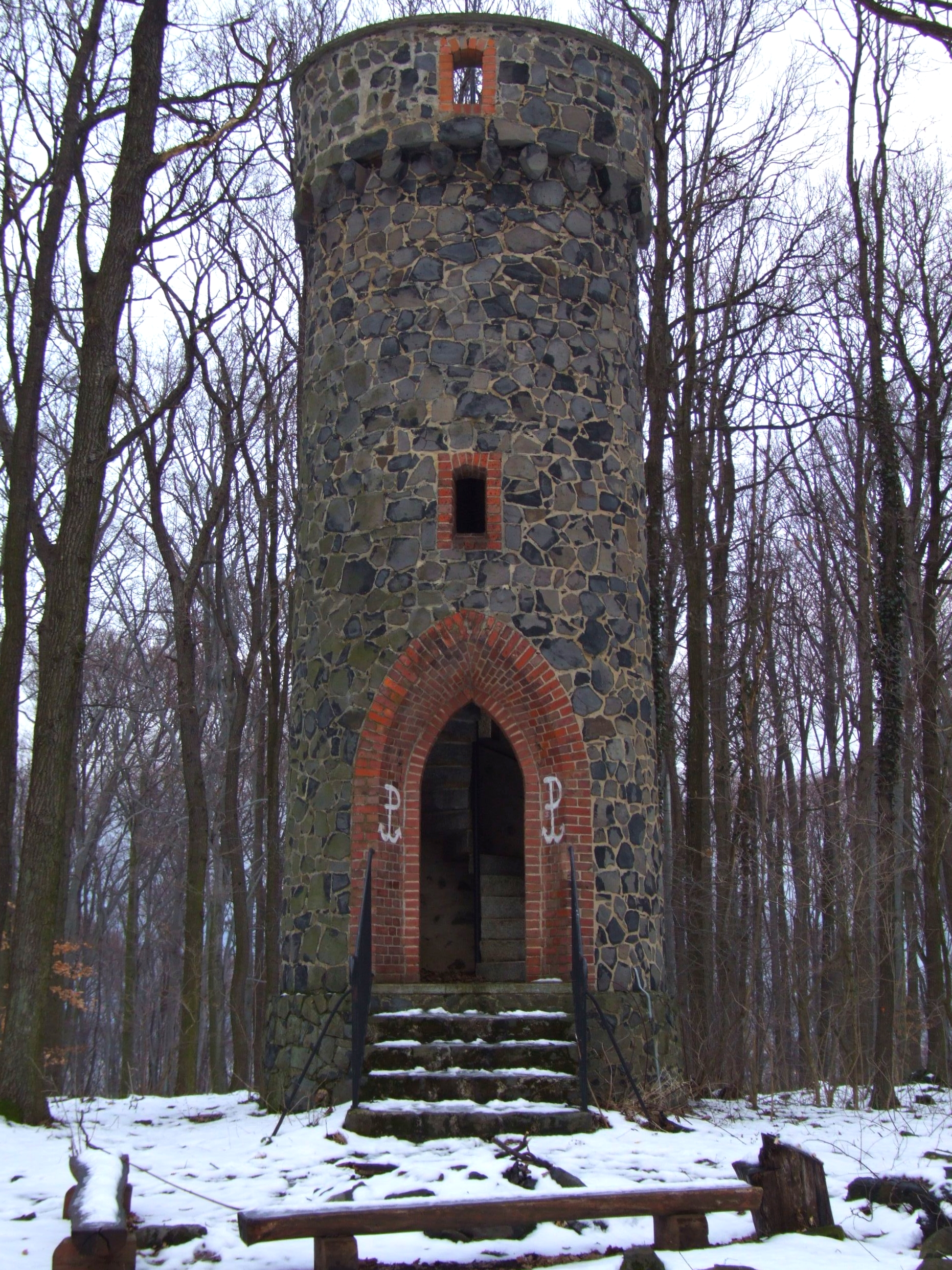
Wieża widokowa na Bazaltowej Górze

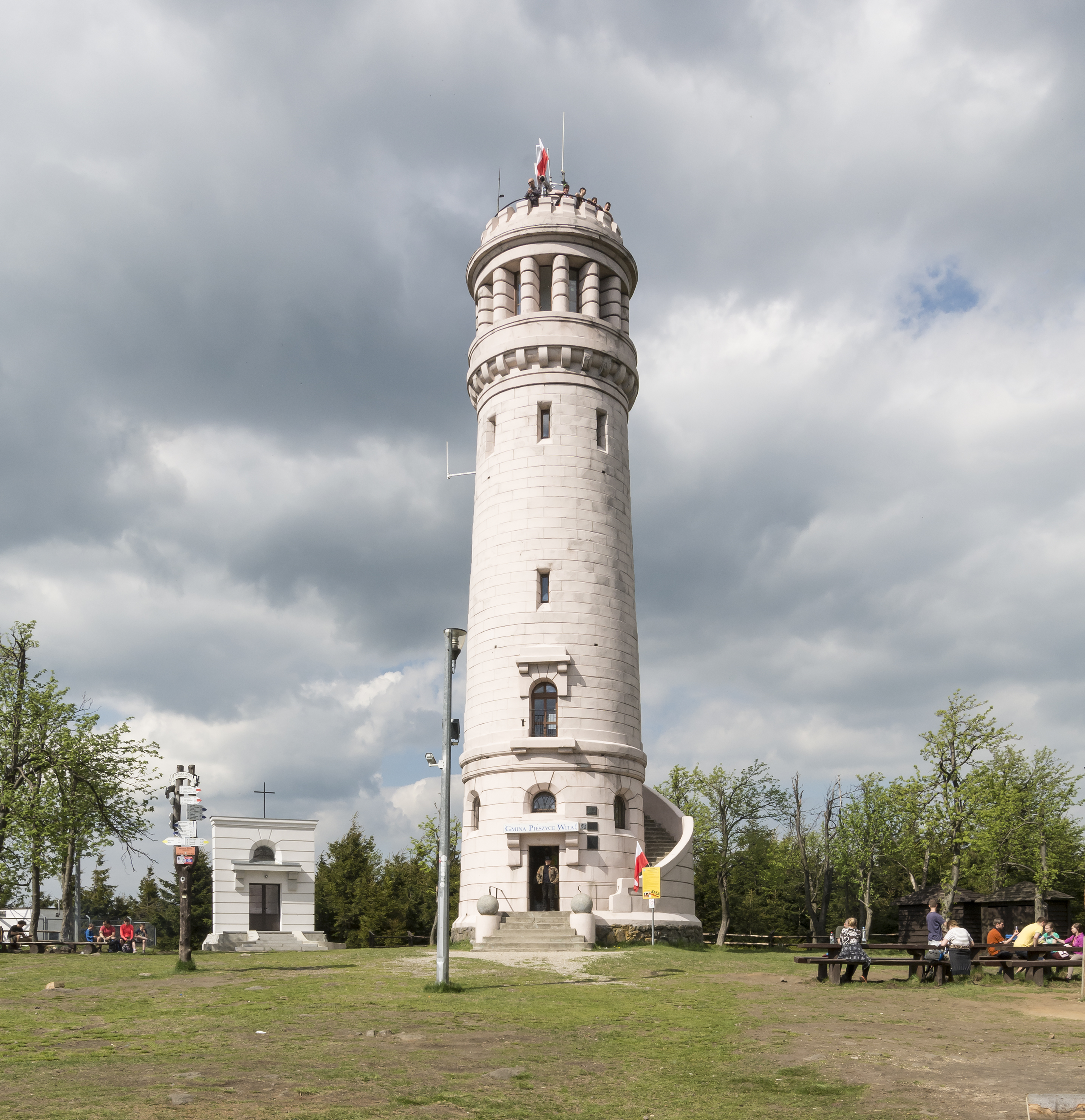
Wieża widokowa na Wielkiej Sowie

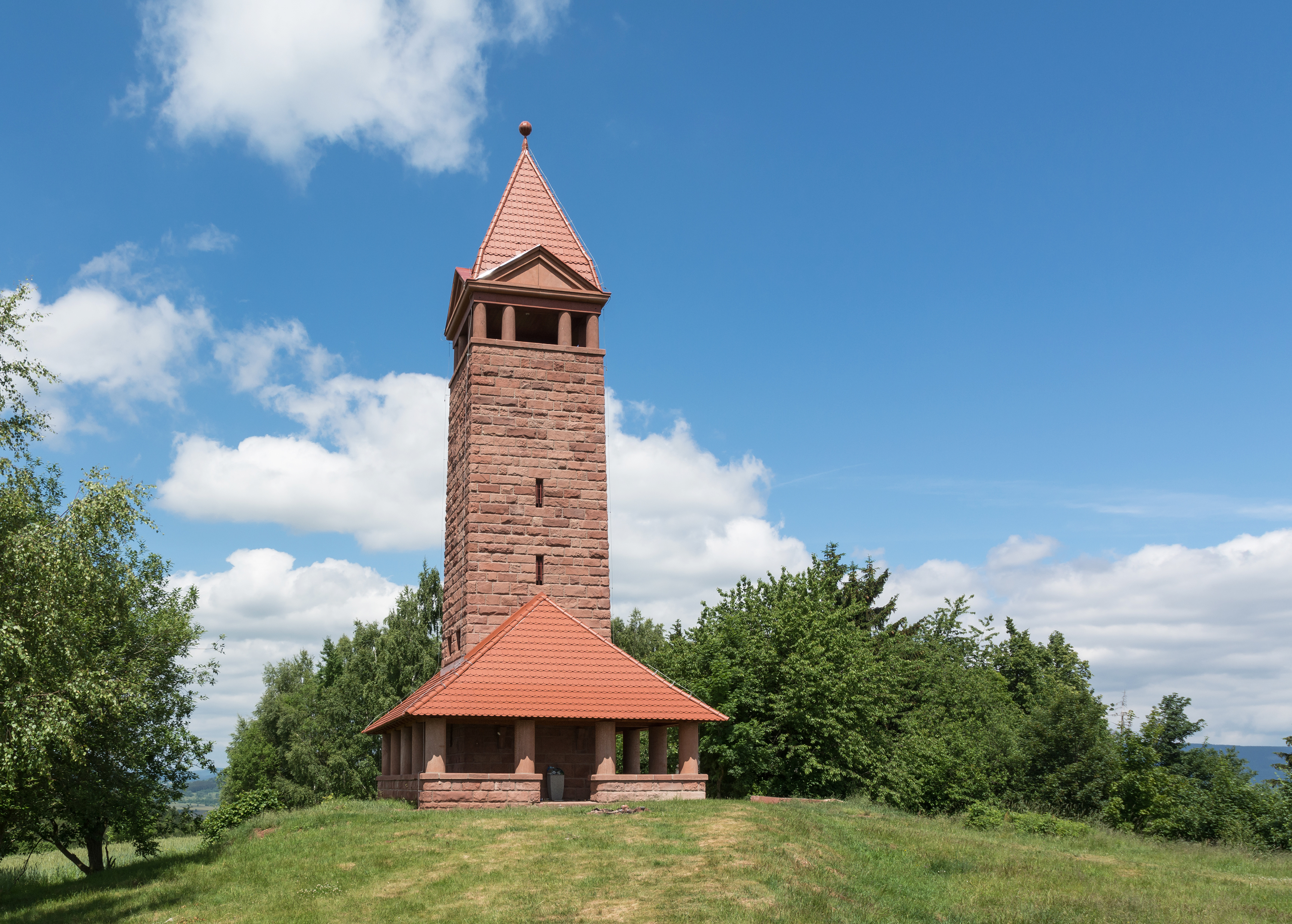
Wieża widokowa na Górze Świętej Anny

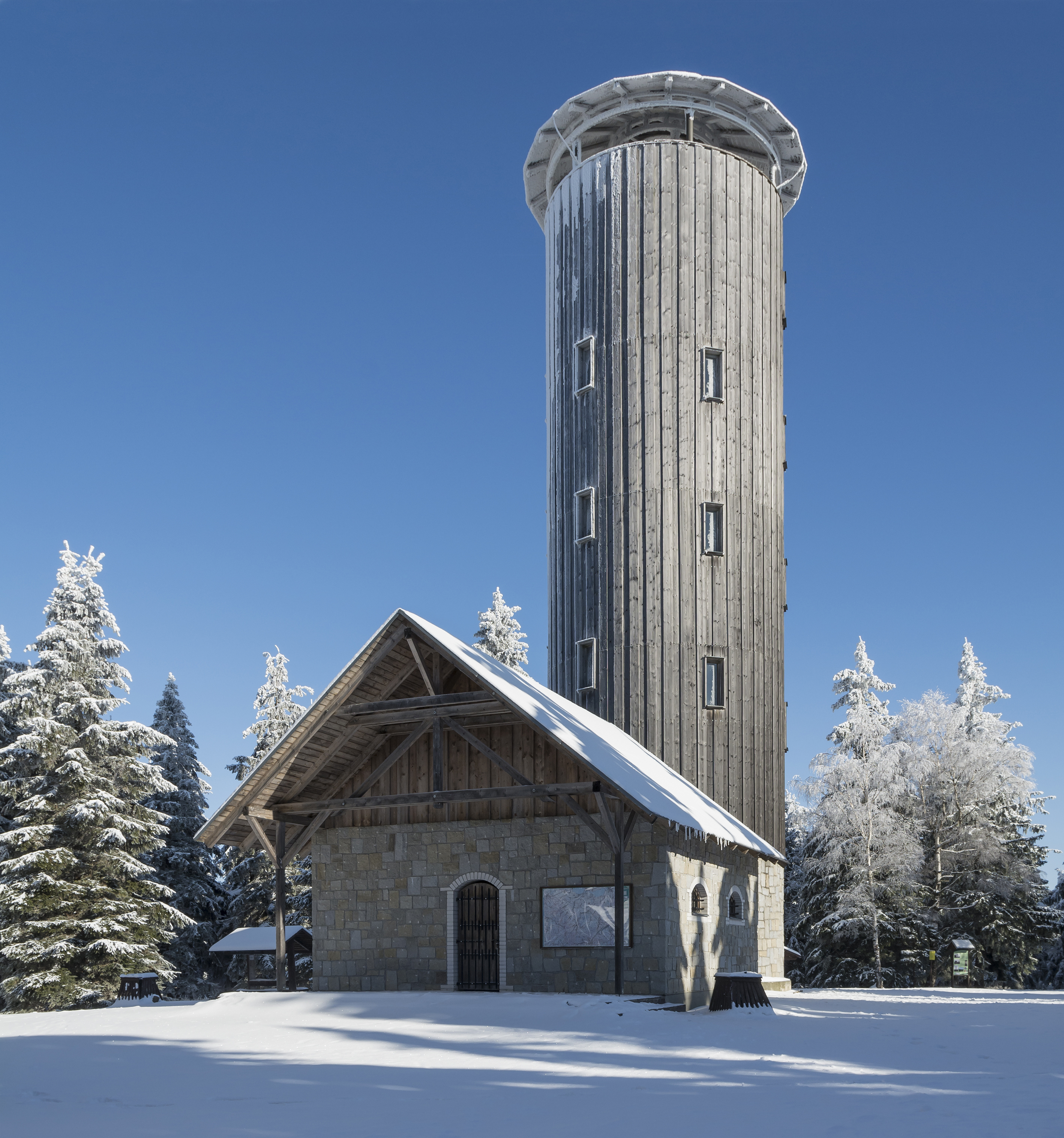
Wieża widokowa na Borówkowej

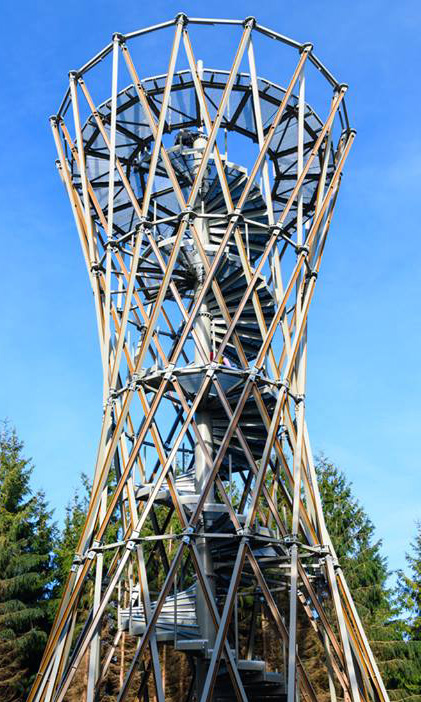
Wieża widokowa na Borowej

Wieża widokowa – wieża przeznaczona do obserwacji otaczającego ją terenu. Z reguły wieże obserwacyjne są usytuowane w najwyższym punkcie okolicy, sztucznie wyniesionymi w terenie w celu umożliwienia obserwacji walorów widokowych i estetycznych terenu, przede wszystkim przez turystów.
Wieża widokowe odznaczają się następującymi cechami
- są zbudowane przez człowieka
- stworzone w celu obserwacji okolicy
- wzniesione przynajmniej kilka metrów ponad poziom terenu
- ogólnie dostępne (nie zawsze przez cały czas)
- są uznane za wieże widokowe

Do podobnych celów wykorzystuje się również wieże kościelne, wieże ratuszowe,  obronne, latarnie morskie, wieże ciśnień, telekomunikacyjne, w tym telewizyjne, ale główny cel ich powstania był inny.
W podobnym celu używa się też niższych platform widokowych.
Szerszym pojęciem jest punkt widokowy – naturalny lub sztuczny.